# Jonathan Akpoborie
Jonathan Akpoborie (* 20. Oktober 1968 in Lagos) ist ein ehemaliger nigerianischer Fußballspieler, der auch die deutsche Staatsbürgerschaft besitzt.

## Laufbahn
Akpoborie startete seine Karriere im Lagos State mit den Queens Park Rangers, von wo er 1985 in die nigerianische U-16 Nationalmannschaft berufen wurde. Ein Jahr später wurde er U-16-Weltmeister und unterschrieb beim Julius Berger FC. Nach vier Monaten in der höchsten nigerianischen Liga verließ er Nigeria für ein Sportstipendium am renommierten Brooklyn College in den USA. Danach spielte er in der 1. und 2. Bundesliga als Stürmer für den 1. FC Saarbrücken, den FC Carl Zeiss Jena, die Stuttgarter Kickers, SV Waldhof Mannheim, Hansa Rostock, den VfB Stuttgart und den VfL Wolfsburg. Er erzielte vor seinem Wechsel zu Hansa Rostock in der Saison 1994/95 für die Stuttgarter Kickers in der Regionalliga Süd in 32 Spielen 37 Tore und wurde Torschützenkönig.
Insgesamt kam er zu 144 Einsätzen in der Fußball-Bundesliga, bei denen er 61 Tore erzielte. In der Zweiten Bundesliga traf er in 149 Spielen 44 Mal.
2001 machte Akpoborie Schlagzeilen, als die im Familienbesitz befindliche Fähre Etireno an der Grenze zu Benin aufgebracht wurde, da sie im Verdacht stand, Kindersklaven nach Gabun zu schleusen. Der Vorfall führte zu seiner Suspendierung durch den VfL Wolfsburg und – nach einer kurzen Zwischenstation in Saarbrücken – zu seinem Rückzug aus dem aktiven Fußball. Die Schweizer Regisseurin Heidi Specogna verarbeitete die Geschichte des Schiffs, seiner Passagiere und seines Eigentümers im Dokumentarfilm Das Schiff des Torjägers (2010).
Akpoborie ist heute als lizenzierter Spielervermittler tätig. 2022 kandidierte er für das Amt des Präsidenten des nigerianischen Fußballverbandes, unterlag Ibrahim Musa Gusau jedoch deutlich.

## Persönliches
Sein älterer Bruder Richard (* 22. November 1964) war ebenfalls als Fußballspieler aktiv und spielte vorwiegend in den nordrhein-westfälischen Verbandsligen und Kreisligen.